# Lost in Music
Singles de Sister Sledge
We Are Family
(1979) Got to Love Somebody
(1979)
Lost in Music est une chanson du groupe américain Sister Sledge parue sur leur album We Are Family. Elle est écrite et produite par Bernard Edwards et Nile Rodgers du groupe Chic. Elle est sortie en tant que troisième single de l'album en avril 1979 sous le label Cotillion Records. 
C'est l'un des plus grands succès du groupe ayant atteint notamment la première place du classement Disco américain et le top 20 en Belgique, en Irlande, aux Pays-Bas et au Royaume-Uni.
Un remix de la chanson intitulé Lost in Music (Special 1984 Nile Rodgers Remix) est sorti en août 1984.

## Accueil commercial
Aux États-Unis, Lost in Music a atteint la première place du classement Disco pendant deux semaines en avril 1979 (aux côtés des titres We Are Family et He's The Greatest Dancer), ainsi que la 35e place du classement Hot Soul Singles.
Après sa sortie en single au Royaume-Uni le 11 juillet 1979, Lost in Music a atteint le top 20 en Belgique, en Irlande, aux Pays-Bas. Au Royaume-Uni, la version originale a atteint la 17e place en 1979, tandis que le remix de Nile Rodgers a atteint la 4e place en 1984.

## Liste des titres
| A. | Lost in Music   | 3:27 |
| B. | Thinking of You | 4:26 |

## Classements
| Classement (1979)                      | Meilleure position |
| -------------------------------------- | ------------------ |
| Belgique (Flandre Ultratop 50 Singles) | 14                 |
| États-Unis (Dance Club Songs)          | 1                  |
| États-Unis (Hot Soul Singles)          | 35                 |
| Irlande (IRMA)                         | 30                 |
| Pays-Bas (Nederlandse Top 40)          | 15                 |
| Pays-Bas (Nationale Hitparade)         | 12                 |
| Royaume-Uni (UK Singles Chart)         | 17                 |

| Classement (1984–85)                   | Meilleure position |
| -------------------------------------- | ------------------ |
| Allemagne de l'Ouest (Media Control)   | 18                 |
| Belgique (Flandre Ultratop 50 Singles) | 7                  |
| Pays-Bas (Nederlandse Top 40)          | 6                  |
| Pays-Bas (Nationale Hitparade)         | 4                  |
| Royaume-Uni (UK Singles Chart)         | 4                  |

| Classement (1984)              | Position |
| ------------------------------ | -------- |
| Belgique (Flandre Ultratop 50) | 63       |
| Pays-Bas (Nederlandse Top 40)  | 39       |
| Pays-Bas (Nationale Hitparade) | 25       |

## Historique de sortie
| Pays / Région | Date            | Format                     | Label                  | Réf.  |
| ------------- | --------------- | -------------------------- | ---------------------- | ----- |
| États-Unis    | avril 1979      | - 45 tours - maxi 45 tours | Atlantic               | [ 2 ] |
| Royaume-Uni   | 11 juillet 1979 | - 45 tours - maxi 45 tours | - Cotillion - Atlantic | [ 1 ] |
| Europe        | août 1979       | - 45 tours - maxi 45 tours | Cotillion              | [ 1 ] |